# Obra gràfica original
L'Obra gràfica original és aquella obra artística resultat d'un procés d'estampació o equivalent en el qual l'artista ha intervingut directament i en el qual no hi ha una obra original a partir de la qual es fan còpies o reproduccions sinó que cada estampa és considerada una obra original, que pot formar part d'un tiratge d'obres iguals, normalment en una edició limitada. Per a la producció de les estampes se sol partir d'una matriu en la creació de la qual ha intervingut el mateix artista.
Són obres gràfiques originals els gravats, les litografies i les serigrafies artístiques. Ho són també els monotips.

## Principis incloents i excloents
La pràctica de la producció artística i de la seva distribució o comercialització han anat perfilant unes característiques del que pot ser considerat obra gràfica original. L'any 1960 en el III Congrés Internacional d'Artistes celebrat a Viena es van establir uns principis que s'han vingut utilitzant com a referència del que es pot incloure en aquesta categoria:
1. La matriu original ha d'haver estat feta pel mateix artista. Si no és així, es considerarà una reproducció.
2. En cas d'un tiratge, cada exemplar (anomenat prova) haurà de dur:
  1. La firma de l'artista
  2. El número de l'exemplar dins la sèrie i la quantitat d'exemplars estampats (per exemple: 2/10 indica que és l'exemplar 2 d'un tiratge de 10).
3. L'artista té el dret exclusiu a establir el nombre definitiu de proves.
4. Un cop feta l'edició la matriu (planxa metàl·lica, pedra, fusta, etc.) s'haurà de destruir o s'haurà de marcar de manera que indiqui que l'edició s'ha completat.

En el mateix congrés van ser acceptades dues propostes del comitè britànic de l'Associació Internacional de Pintors, Gravadors i Escultors (adscrita a la UNESCO) que complementen aquests principis afectant les Proves d'Artista (exemplars que l'artista estampa directament o que s'estampen sota la seva supervisió directa i que queden fora de la numeració) i al que queda exclòs de la categoria d'obra gràfica:
1. Les Proves d'Artista han d'anar indicades com a tals amb les lletres P.A i estaran limitades a un deu per cent del total d'exemplars editats
2. Les còpies d'obres d'art realitzades amb procediments fotomecànics o tècniques anàlogues no es consideraran obra gràfica original encara que vagin numerades i duguin la signatura de l'autor.